# Jüdischer Friedhof (Rockenhausen)

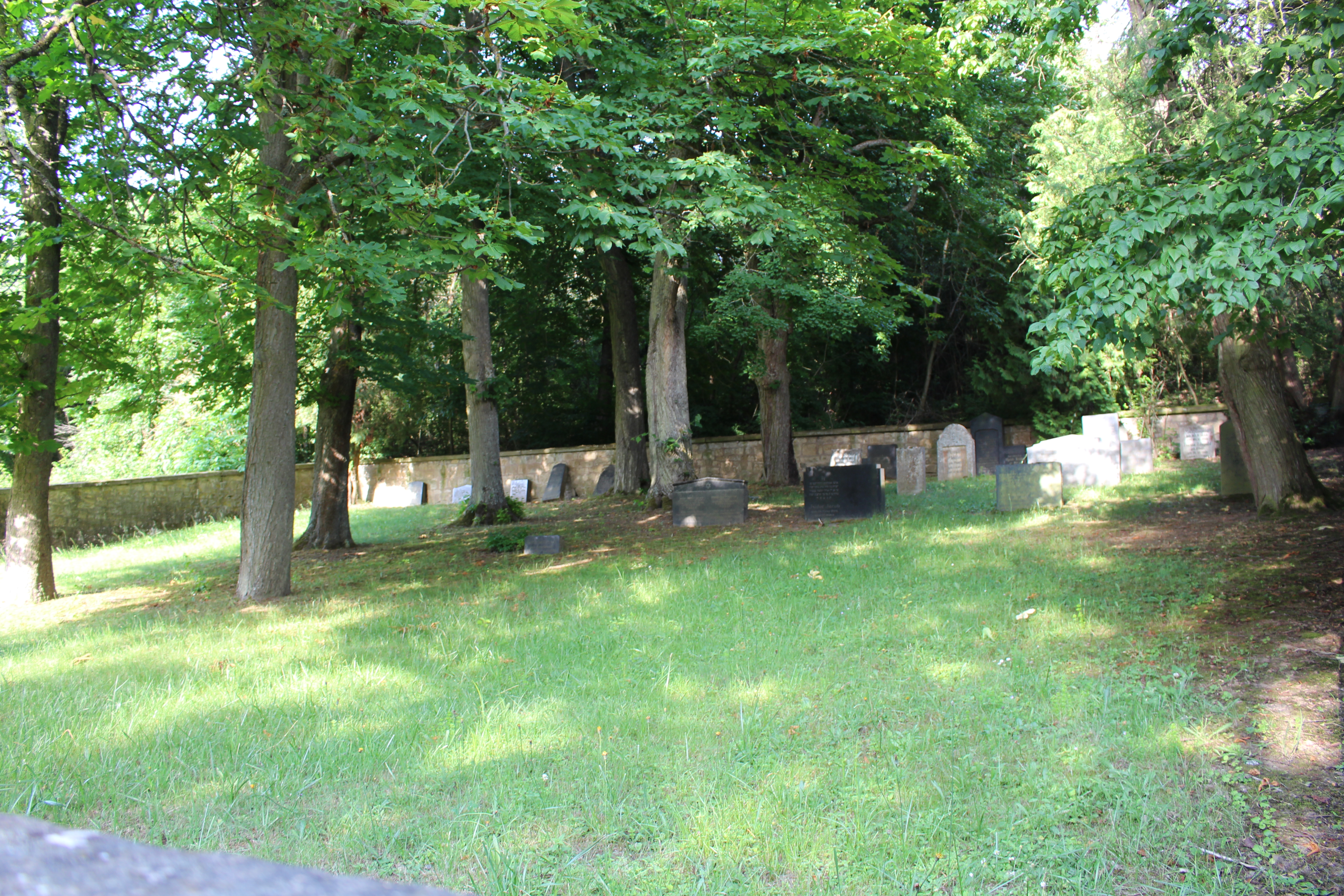
Jüdischer Friedhof Rockenhausen

Der Jüdische Friedhof Rockenhausen ist ein Friedhof in der Ortsgemeinde Rockenhausen im Donnersbergkreis in Rheinland-Pfalz. 
Der jüdische Friedhof liegt am südlichen Ortsrand in der Nähe des Schul- und Sportzentrums am Mühlackerweg gegenüber der Einmündung der Straße Obermühle. Auf dem ca. 600 m² großen Friedhof, der von 1912 bis 1939 belegt wurde, befinden sich 22 Grabsteine. Im Jahr 2000 wurde er geschändet. 

## Alter Friedhof
Auf dem alten jüdischen Friedhof, der zwischen Ringstraße und Stadtmauer liegt, befinden sich keine Grabsteine mehr. Dieser Friedhof wurde im 18. Jahrhundert angelegt und im Jahr 1842 erweitert.